# Jeffrey A. Carver
Jeffrey Allan Carver (* 25. August 1949 in Cleveland, Ohio) ist ein US-amerikanischer Science-Fiction-Autor. Heute lebt er in der Gegend um Boston.
Seine bevorzugten Themen sind nach seiner eigenen Aussage Weltraumreisen, Kontakt mit Außerirdischen, künstliche Intelligenz, „transzendente Wirklichkeiten“ und die moralischen, ethischen und spirituellen Implikationen dieser Möglichkeiten.
Zu seinen bekanntesten Werken zählen die Chaos-Chroniken, die unter anderem von einer fremden Spezies – den Quarx – handeln, die seit Äonen die unterschiedlichsten Welten vor Katastrophen beschützen, indem sie auf geniale Weise die Prinzipien der Chaos-Theorie anwenden.

## Bibliografie
Star Rigger
- 1 Panglor (1980)
  - Deutsch: Panglor. Übersetzt von Ingrid Herrmann-Nytko. In: Jeffrey A. Carver: Im Hyperraum. 2005.
- 2 Dragons in the Stars (1992)
  - Deutsch: Drachen zwischen den Sternen. Übersetzt von Ingrid Herrmann-Nytko. In: Jeffrey A. Carver: Im Hyperraum. 2005.
- 3 Dragon Rigger (1993)
- 4 Star Rigger’s Way (1978)
- 5 Eternity’s End (2000)
  - Deutsch: Am Ende der Ewigkeit. Übersetzt von Ingrid Herrmann-Nytko. Heyne SF&F #8310, 2003, ISBN 3-453-86364-X.
- 6 Seas of Ernathe (1976)
- Panglor / Dragons in the Stars (Sammelausgabe von 1 und 2; 1996)
  - Deutsch: Im Hyperraum. Übersetzt von Ingrid Herrmann-Nytko. Heyne SF&F #8323, 2005, ISBN 3-453-52008-4 (Sammelausgabe von 1 und 2).
- Dragon Space (Sammelausgabe von 2 und 3; 2011)

Starstream (Romane)
- From a Changeling Star (1988)
- Down the Stream of Stars (1990)

Chaos Chronicles (Romane)
- 1 Neptune Crossing (1994)
  - Deutsch: Neptun kann warten. Übersetzt von Ruggero Leò. Bastei Lübbe Science Fiction #23259, 2003, ISBN 3-404-23259-3.
- 2 Strange Attractors (1995)
  - Deutsch: Das Weltenschiff. Übersetzt von Ruggero Leò. Bastei Lübbe Science Fiction #23265, 2003, ISBN 3-404-23265-8.
- 3 The Infinite Sea (1996)
  - Deutsch: Die leuchtende Stadt. Übersetzt von Beke Ritgen and Ruggero Leò. Bastei Lübbe Science Fiction #23271, 2004, ISBN 3-404-23271-2.
- 4 Sunborn (2008)
- 5 The Reefs of Time (2019)
- 6 Crucible of Time (2019)
- The Chaos Chronicles (Sammelausgabe von 1–3; 2010, Sammelausgabe)

Romane
- The Infinity Link (1984)
  - Deutsch: Tachyon. Übersetzt von Kurt Bracharz. Heyne SF&F #4658, 1990, ISBN 3-453-03925-4.
- Clypsis (Roger Zelazny’s Alien Speedway #1, 1987)
- The Rapture Effect (1987)
  - Deutsch: Die Waffe der Begeisterung. Übersetzt von Walter Brumm. Heyne SF&F #4769, 1991, ISBN 3-453-04482-7.
- Battlestar Galactica : The Miniseries (2005)
  - Deutsch: Battlestar Galactica: Die offizielle Vorgeschichte zur TV-Serie. Übersetzt von Claudia Kern. Panini, 2006, ISBN 3-833-21444-9.

Sammlungen
- Reality and Other Fictions (2012)
- Going Alien (2012)
- Reality (2012)

Kurzgeschichten
1974:
- Of No Return (1974)

1975:
- Alien Persuasion (in: Galaxy, September 1975)

1977:
- Love Rogo (1977, in: Roger Elwood (Hrsg.): Futurelove: A Science Fiction Triad)
- Seastate Zero (1977)
  - Deutsch: Aquanauten. Übersetzt von Johannes Jaspert. In: Manfred Kluge (Hrsg.): Eine irre Show. Heyne SF&F #3811, 1981, ISBN 3-453-30713-5.

1978:
- What Gods Are These? (in: Galileo, July 1978)

1981:
- Though All the Mountains Lie Between (1981, in: Orson Scott Card (Hrsg.): Dragons of Darkness)

1984:
- Life-Tides (1984, in: Susan Shwartz (Hrsg.): Habitats)

1995:
- Reality School: In the Entropy Zone (in: Science Fiction Age, March 1995)
- Shapeshifter Finals (1995, in: Roger Zelazny und Martin H. Greenberg (Hrsg.): Warriors of Blood and Dream)

2009:
- Dog Star (2009, in: Mike Brotherton (Hrsg.): Diamonds in the Sky: An Original Anthology of Astronomy Science Fiction)

2011:
- Reality School (2011)

2012:
- Rocket Ride! (2012, in: Jeffrey A. Carver: Reality and Other Fictions)